# 獨眼龍政宗
獨眼龍政宗（日語：独眼竜政宗），是NHK於1987年製播的第25部大河劇，播出期間是1987年1月4日 - 12月13日，全50回。改編自山岡莊八的小說《伊達政宗》，劇本是詹姆斯三木，音樂是池邊晉一郎，主演是渡邊謙，旁白是葛西聖二。
故事描寫以自己才能智慧而打下仙台藩62萬石基礎的奧州地區戰國武將──伊達政宗的一生。
平均收視率39.7％，在歷代大河劇排行榜首；最高收視率47.8％，僅次『赤穂浪士』(1964)（53%）、『武田信玄』（49.2%）之後。劇中梵天丸（政宗的幼名）對其師虎哉宗乙說「梵天丸也要變成這樣」的台詞成為當時的流行語。
到了2003年，NHK為紀念電視開播五十週年而舉辦「想再看一次的節目」觀眾票選，本劇得到綜合部門第九名、大河劇部門第一名。在2004年1月3日・4日於綜合頻道、同年7月26日～30日在衛星第二頻道重播總集編。

## 製作前段
大河劇到1984年的「燃燒山河」開始，連續3年進入現代大河階段。以現代大河的收視率來比：「燃燒山河」為21.1％、「春的波濤」為18.2％、「命」為29.3％。「命」是收視率與評價均最高，但是因為登場人物均非歷史人物，所以也有「這非大河劇，乃晨間連續劇」的看法。另外一方面，同期也有「NHK新大型時代劇」，評價也很好，所以收看者認為應該要修改原本5作的現代大河劇路線，於是在1983年後，獨眼龍政宗重回歷史路線。

## 開頭解說
大河劇在片頭前進行史實解說的手法，於本作使用後成為慣例。
本劇在開頭解說時，也會以當時社會現況作為對比：
- 秀吉、家康、政宗三人的年齡差距，以當時的知名職棒球員長嶋茂雄、王貞治、清原和博的差距來比擬。
- 演出梵天丸的藤間遼太親自在米澤城介紹，飾演藤次郎的嶋英二則在京都的聚樂第介紹。
- 在進攻小田原的解說，則以CG來展現20萬豐臣軍包圍北條家的狀況。
- 政宗本人的簽名以鶺鴒（せきれい）之眼而著名，本作也介紹了當時首相中曾根康弘的簽名。
- 第46回編劇詹姆斯三木也以仙台城大廣間為背景，解說政宗的五言絕句「馬上少年過」。

不過現在礙於肖像權、著作權等，無法在NHK以外的頻道播出。但在DVD完全版中則均有收錄。

## 政宗的遺骨畫面
作為嶄新的電視劇，本劇開頭就公開伊達政宗本人的遺骨，並且推測政宗的面容、身高等資訊。政宗的墳墓在二次大戰的仙台空襲時被燒毀，並於1979年重建。遺骨是在1974年挖掘調查時發現的，奇異的是，經過這麼多年的還可以留存，並且可據此進行政宗的面容、體格、血液等推測。

## 屈折的英雄
本作一個特色就是，主人公不一定要是「完美的英雄」。比如政宗自幼一眼失明，因此性情暴烈；跟母親產生愛慕和仇恨的心態；雖然服從秀吉，但仍試圖反抗等。
不過晚年的政宗還是有其成熟穩重的一面，比如跟女兒五郎八姬、女婿松平忠輝的互動。

## 登場人物
本劇的演員在演出後，也對觀眾留下了深刻印象。比如演出政宗的渡邊謙，當年還是沒沒無聞的演員，而演出秀吉的則是眾所周知的勝新太郎。兩人在劇中的小田原會，也是現實人生中的第一次見面。演出家康的津川雅彥也多次扮演德川家康，被認為是日本最適合扮演家康的演員。
另外像岩下志麻就是烈女代表、北大路欣也是兼具溫柔與男子氣概的輝宗、西鄉輝彥則是忠義者的片倉小十郎，以及才跟山口百惠演完「紅色系列」、轉而演出頑固者伊達成實的三浦友和。
最上義光一角當初設定的演員是松田優作，可惜並未實現，其後在2009年的《天地人》中，其子松田龍平則演出伊達政宗、渡邊謙女兒渡邊杏演出愛姬。
主角渡邊謙是繼1984年的「山河燃燒」第二度演出大河劇，並在前一年的NHK晨間連續劇「悍馬」中參演時被稱為眼睛很漂亮，因此受到拔擢。此後就成為伊達政宗的代名詞，同時也是其代表作之一；一直到十數年後在好萊塢電影《末代武士》的記者會上，才宣布「自己從伊達政宗畢業了。」
基本上渡邊在本片中都是單眼演出，僅第11回「斬殺八百人」的作夢場景、最終回的臨終幻想有雙眼演出。
《江-公主們的戰國》開播前，NHK製作過特別節目「看見大河劇50作」，在節目中訪問了當年男主角渡邊謙。渡邊表示，在小田原與秀吉會面那一幕是他跟勝新太郎第一次見面，這場戲也未經排演。當勝新太郎把柺杖往他脖子一打（意味原本要砍他的頭），這個動作並不在劇本裡面，把渡邊跟工作人員都嚇了一跳。

## 登場人物與配役

### 伊達一門・家臣
- 伊達政宗（（梵天丸）藤間遼太→（藤次郎）島英二→渡邊謙）
- 伊達輝宗（北大路欣也）：政宗之父
- 義姬-阿東之方（岩下志麻）：輝宗正室，政宗生母（保春院）
- 愛姬（少女期）後藤久美子→櫻田淳子）：政宗正室（陽德院）
- 虎哉宗乙（大瀧秀治）
- 片倉喜多（竹下景子）：政宗伴讀
- 伊達成實（山上隆→三浦友和）
- 伊達實元（龍雷太）：成實之父，晴宗之弟，輝宗的叔父，政宗的叔公
- 伊達晴宗（金子信雄）：政宗祖父，輝宗之父
- 伊達小次郎（岡本健一）：輝宗次男，政宗實弟
- 貓御前-飯坂氏（秋吉久美子）：政宗側室
- 五郎八姬（塙紀子→澤口靖子）：政宗長女
- 伊達忠宗（小林正幸→野村宏伸）：政宗次男，仙台藩主（2代）
- 振姬（林佳子）：忠宗正室
- 伊達秀宗（福原學→辻野幸一）：政宗長男，宇和島藩主（初代）
- 千松-（（宇和島）伊達宗實）（佐藤陽介）：秀宗長男
- 伊達宗綱（高沼薰）：政宗五男
- 伊達宗根（亘理宗根）（水本隆司（冴場都夢））：政宗私生子，系圖上是茂庭綱元之子→亘理重宗養子
- 留守政景（長塚京三）：輝宗之弟，政宗叔父
- 石川昭光（睦五朗）：輝宗之弟，政宗叔父
- 國分盛重（伊薩尾形）：輝宗之弟，政宗叔父
- 亘理元宗（鶴田忍）：晴宗之弟，輝宗叔父，政宗叔公
- 亘理重宗（井上倫宏）：元宗之子
- 亘理定宗（坂西良太）：重宗之子
- 村田宗殖（八名信夫）：晴宗之弟，輝宗叔父，政宗叔公
- 康甫（下馬二五七）：晴宗之弟，輝宗叔父，政宗叔公
- 岩城政隆（草見潤平）
- 飯坂宗康（東八朗）
- 片倉小十郎-片倉景綱（江川芳文→西鄉輝彥）：政宗守役，白石城主
- 片倉左門-片倉重長（阿久津龍→高島政宏）
- 鬼庭左月（碇矢長介）：綱元之父
- 鬼庭綱元-茂庭綱元（宮田猛→村田雄浩）
- 最上義光（原田芳雄）：義姬實兄
- 最上義康（大澤秀高→畠山久）
- 最上家親（堀廣道）
- 最上義時（山口芳滿）
- 駒姬（坂上香織）：義光之女
- 支倉常長（佐藤宗幸）
- 大内定綱（寺田農）
- 鈴木元信（平田滿）
- 遠藤基信（神山繁）
- 小梁川盛宗-小梁川泥蟠齋（福田豐土）
- 泉田重光（高品格）
- 桑折點了齋（庄司永建）
- 和賀忠親（山本紀彥）
- 山家國頼（大和田伸也）
- 百合姬（星洋子（星遙子））：政宗側室，牛島監物之女
- 藤姬（片橋久美子）：政宗側室，小島助三郎之女
- 香之前（高師美雪）：政宗側室，原本是秀吉的側室

### 諸大名與相關人士
- 豐臣秀吉（勝新太郎）
- 寧寧-北政所-（八千草薰）
- （樋口可南子）
- 豐臣秀賴（井上飛敏→石井保→山下規介）
- 千姬（伊藤麻衣子）
- 豐臣秀次（陣內孝則）
- 旭姬（野川由美子）
- 德川家康（津川雅彥）
- 德川秀忠（勝野洋）
- 德川家光（宅麻伸）
- 松平忠輝（岡田二三→真田廣之）
- 結城秀康（新田純一）
- 石田三成（奥田瑛二）
- 蒲生氏鄉（寺泉憲）
- 大野治長（榎木孝明）
- 柳生宗矩（石橋蓮司）
- 真田幸村（若林豪）
- 後藤又兵衛（勝部演之）
- 木村重成（深水三章）
- 大久保長安（金田龍之介）
- 前田利家（大木實）
- 淺野長政（林與一）
- 片桐且元（松村達雄）
- 前田玄以（湯淺實）
- 土井利勝
- 福島正則（河原佐武）
- 畠山義繼（石田太郎）
- 蘆名盛隆（飯島正和）
- 蘆名義廣（堤真一）
- 田村清顯（久保明）
- 黑川晴氏（户泽佑介）
- 井伊直孝（古山忠良）
- 古田織部（入江正德）
- 田中吉政（清水幹夫）

### 其他
- 今井宗薰（谷啓）
- 千利休（池部良）

## 各集篇名
- 第1回 	誕生
- 第2回 	不動明王
- 第3回	童心
- 第4回	元服
- 第5回	愛姬
- 第6回	侍女成敗
- 第7回	首次上陣
- 第8回	年輕武士
- 第9回	野心
- 第10回	男人的氣度
- 第11回	斬殺八百人
- 第12回	輝宗之死
- 第13回	人取橋
- 第14回	勝者
- 第15回	愛姬與貓
- 第16回	南北的敵人
- 第17回	入宮出仕
- 第18回 母親的宅邸
- 第19回	大遷移
- 第20回	決戰摺上原
- 第21回	修羅之母
- 第22回	斬殺親弟
- 第23回	前往小田原
- 第24回	天下人
- 第25回	人質愛姬
- 第26回	窮途末路
- 第27回	黃金十字架
- 第28回	智慧
- 第29回	降級
- 第30回	伊達者
- 第31回	孩子至寶
- 第32回	秀次失勢
- 第33回	濕掉的衣服
- 第34回	太閤之死
- 第35回	成實失踪
- 第36回	天下分裂的關鍵
- 第37回	夢幻的百萬石
- 第38回	仙台築城
- 第39回	五郎八出嫁
- 第40回	建造大船
- 第41回	展翅海外
- 第42回	進攻大阪
- 第43回	前往宇和島
- 第44回	大阪夏之陣
- 第45回	兩人的父親
- 第46回	離婚書
- 第47回	天下副將軍
- 第48回	伊達曲流
- 第49回	戀母
- 完結篇	大往生

## 精華集
- 第1回 	梵天丸也要變成這樣
- 第2回 	男人的一生如父親般戰鬥
- 第3回	母愛如海深
- 第4回	大阪如夢似幻
- 第5回	不樂是如何